# Ncamagoro (Wahlkreis)
Ncamagoro ist ein Wahlkreis in der Region Kavango-West im Nordosten Namibias. Er hat knapp 8500 Einwohner (Stand 2023) auf einer Fläche von 5000 km². Wahlkreissitz ist die Ansiedlung Ncamagoro.

## Wahlen
| Wahl | Name             | Partei | Stimmenanteil |
| ---- | ---------------- | ------ | ------------- |
| 2015 | Johannes Sikindo | SWAPO  | 95,1 %        |
| 2020 | Johannes Sikindo | SWAPO  | 87,6 %        |